# Villa Poniatowski
La Villa Poniatowski est une résidence noble historique à Rome située dans le quartier Pinciano. Depuis 2012 elle abrite une partie des collections du musée national étrusque de la villa Giulia, notamment des découvertes étrusco-italiques du Latium vetus et de l'Ombrie. D'un intérêt particulier sont les objets des tombes princières Barberini et Bernardini à Palestrina ainsi que certains vestiges du temple de Mater Matuta à Satricum.

## Histoire
La première trace de l'histoire de la villa fut l'achat du terrain par le cardinal Pierdonato Cesi vers 1570. Dès 1581, le philosophe français Michel de Montaigne la décrivait comme l'une des plus belles demeures de la ville. Une gravure de Giovanni Francesco Venturini de 1683 la décrit comme la propriété de la famille Borromeo, tandis qu'en 1702 elle passa de la famille Cesi à la famille Sinibaldi, comme en témoigne une gravure de 1757 de Giuseppe Vasi, puis en 1798 à la famille Candelori. Le complexe fut plus tard acheté par le prince polonais Stanisław Poniatowski, qui chargea l'architecte Giuseppe Valadier de réaliser une restauration complète du bâtiment. Valadier intervint sur le casino du XVIe siècle, agrémenté de grands bassins et de fontaines, et sur le vaste jardin à l'italienne, composé de terrasses en gradins et décoré de sculptures antiques.
Au cours des années suivantes, la villa changea de mains et ses propriétaires incluaient le général Robert Sykes, le peintre Domenico Carelli et le noble britannique Francesco Moore Esmeade. Elle fut gravement endommagée lors des affrontements entre les hommes de Garibaldi et les Français en 1849, pendant la brève période de la République romaine. Peu après la prise de Rome, la villa fut achetée par la famille Riganti qui choisit de construire une tannerie dans le grand jardin.
Elle a été achetée par l'État italien en 1988 pour devenir l'un des deux sièges du Musée national étrusque de Villa Giulia. En 1998, la Surintendance du Patrimoine Archéologique de l'Étrurie du Sud a réalisé quelques interventions de restauration en vue du Jubilé de l'an 2000. Le musée a ensuite été inauguré en 2012.  
Les intérieurs sont particulièrement importants, en particulier la salle de l'Hercule Farnèse au rez-de-chaussée ; la salle Indienne - avec des fresques exotiques du XIXe siècle ; la Salle égyptienne ou Salle des colonnes doriques à l’étage noble - avec des fresques néoclassiques représentant des paysages égyptiens. Un réaménagement est en cours sur une grande surface qui sera utilisée pour des expositions temporaires.

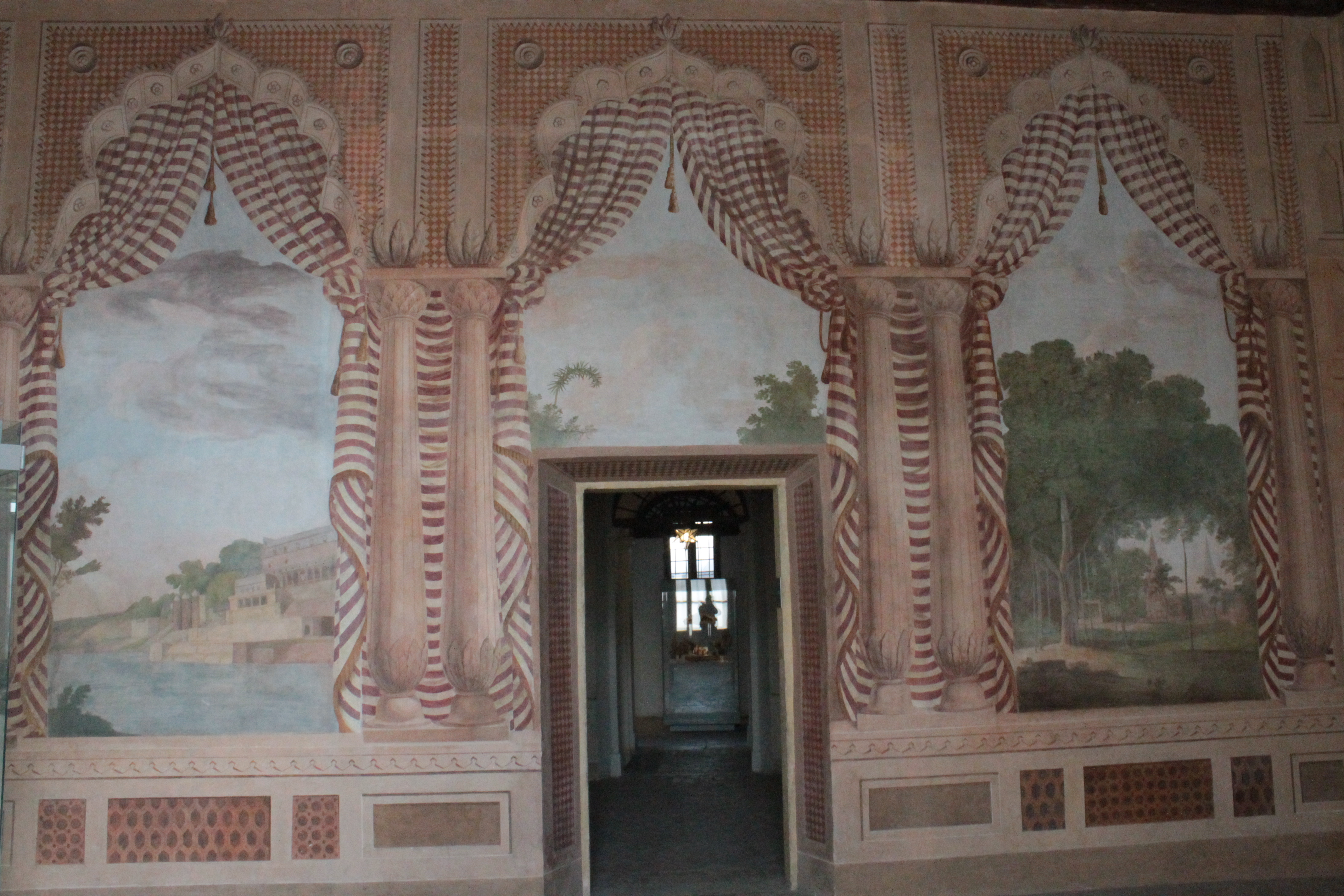
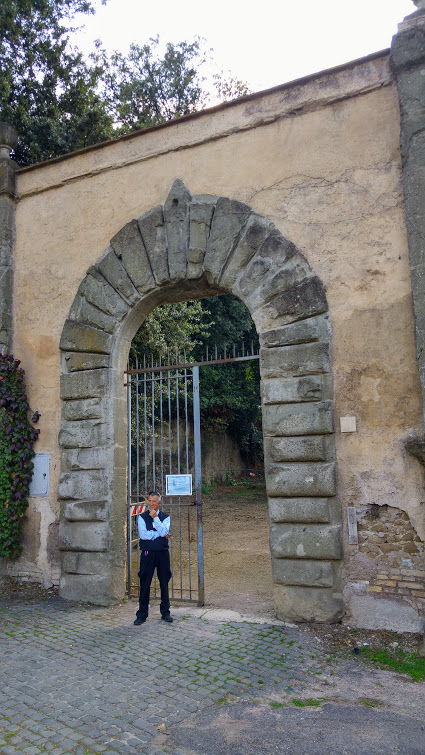
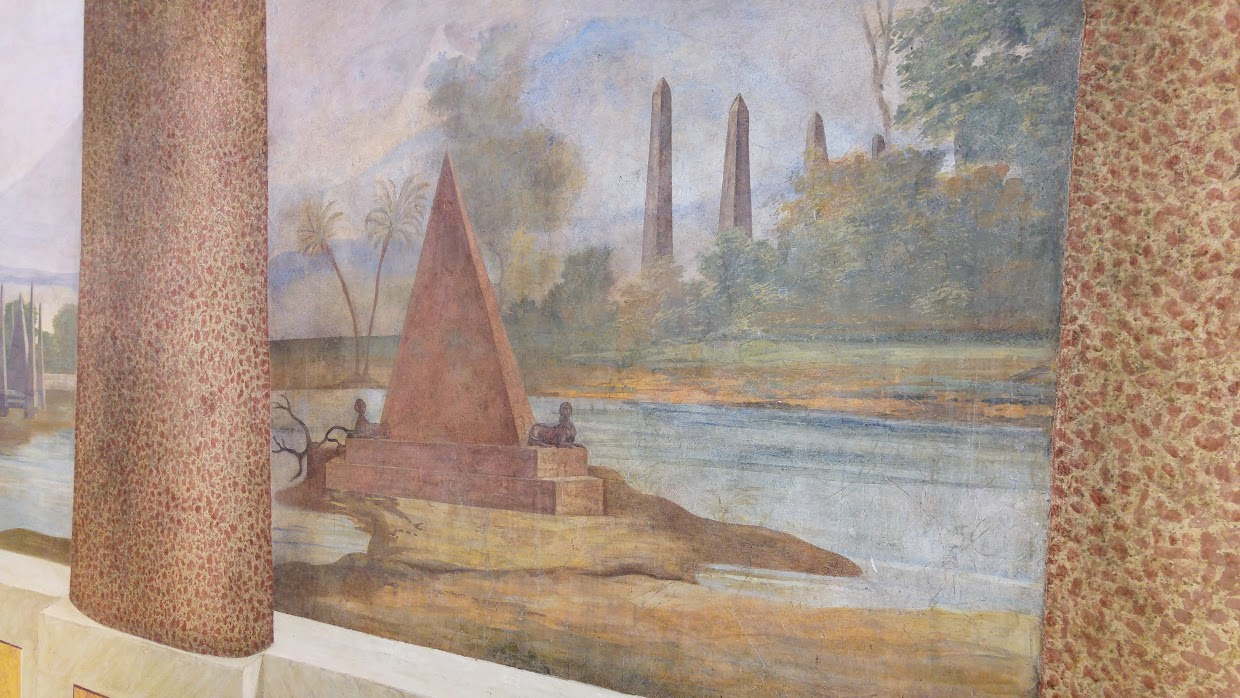
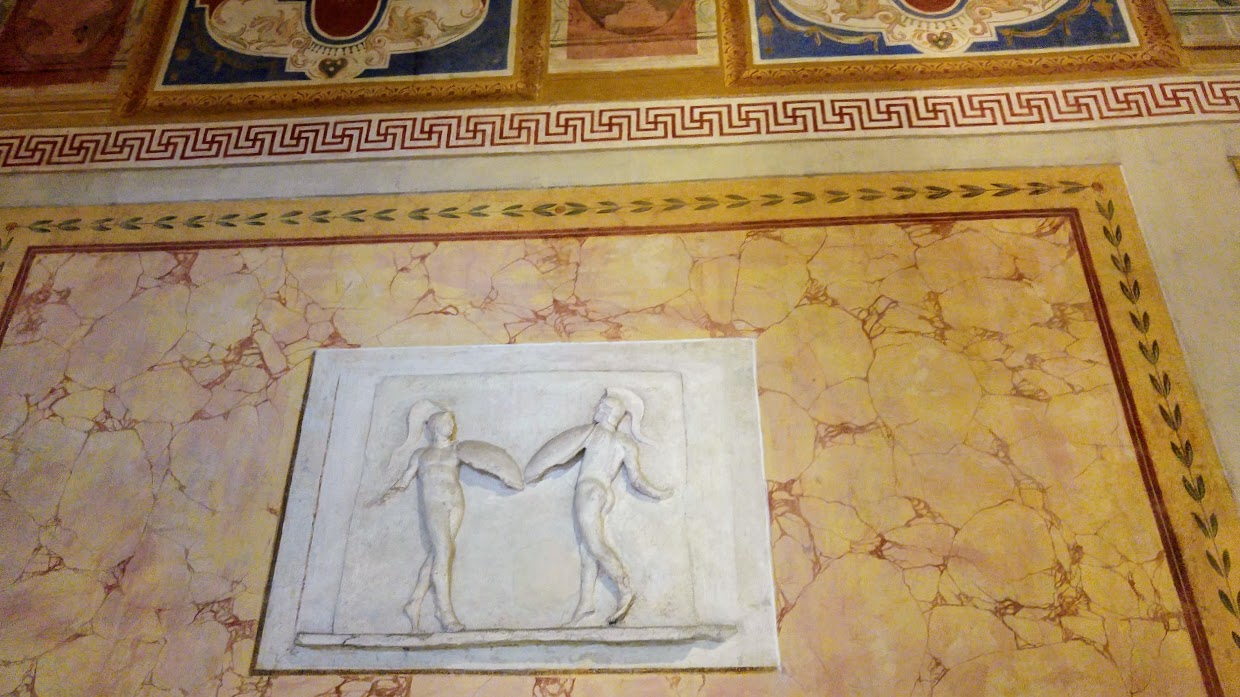
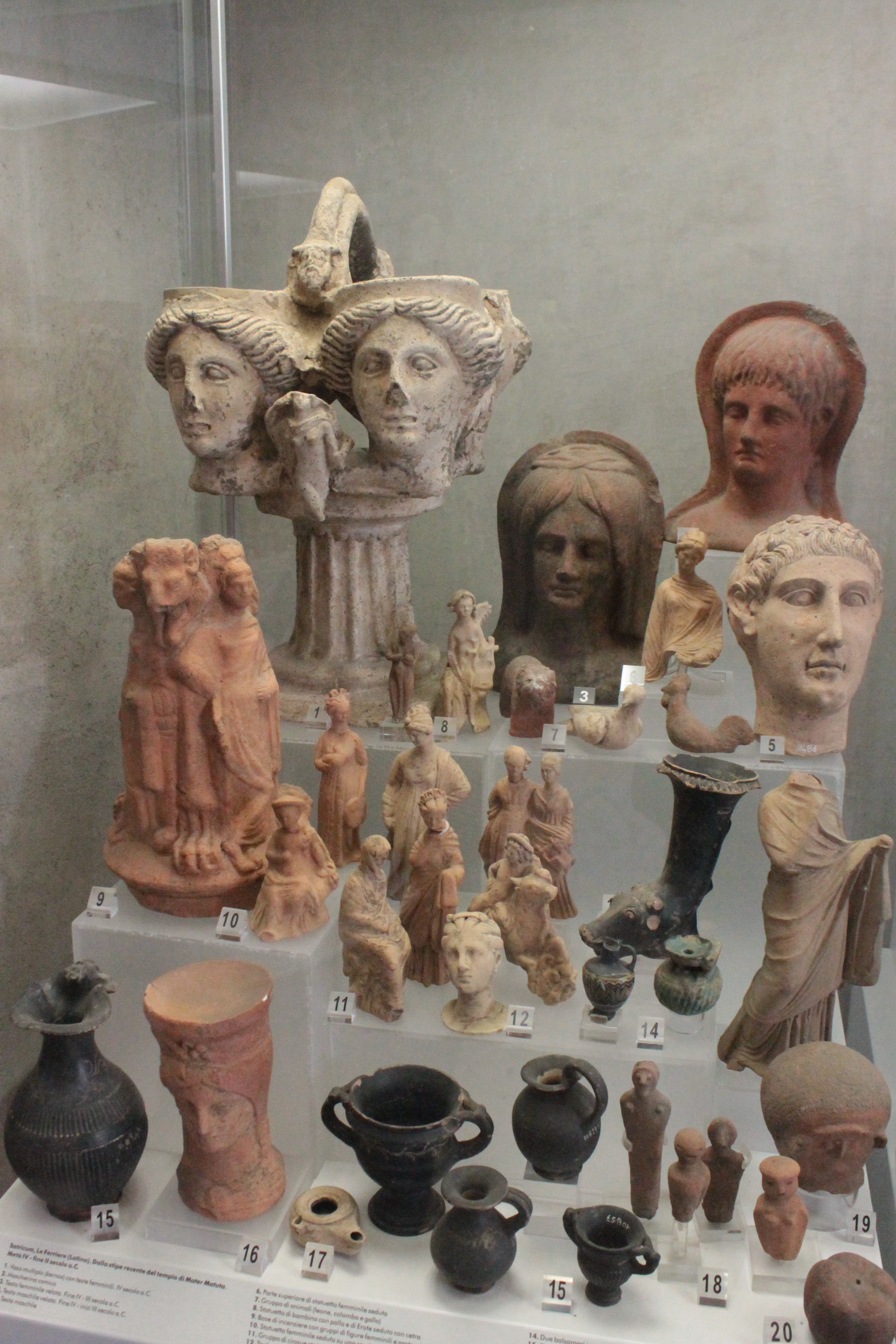